# HD160468
HD160468 — хімічно пекулярна зоря спектрального класу F2, що має видиму зоряну величину в смузі V приблизно  7,3.
Вона  розташована на відстані близько 377,9 світлових років від Сонця.

## Пекулярний хімічний склад
Зоряна атмосфера HD160468 має підвищений вміст 
Cr
.